# Instituto Español Melchor de Jovellanos
El Instituto Español Melchor de Jovellanos es un colegio internacional español dependiente del Ministerio de Educación de España y situado en la ciudad marroquí de Alhucemas. El centro ofrece servicios educativos desde los tres a los dieciocho años, desde la Educación Infantil hasta Bachillerato. 
El edificio que ocupa el centro, de estilo colonial andaluz, fue concebido inicialmente como Residencia del General Jefe y a finales de los cincuenta se instituyó como la sede en Alhucemas de la Misión Cultural Española en Marruecos. Un segundo edificio se construyó previamente, donde se alojan otras dependencias escolares. Además de la labor educativa, el centro acoge distintas manifestaciones culturales como sesiones de cine español, conferencias u otro tipo de exposiciones.